# August De Boeck
August De Boeck (Merchtem, 9 de maig 1865 - ibídem, 9 d'octubre de 1937) va ser un compositor i pedagog musical brabançó.

## Biografia
Fill de l'organista Florentinus De Boeck (1826-1892). Des de 1880 va estudiar l'orgue al Conservatori reial de Brussel·les prop d'Alphonse Mailly del qual va ser assistent fins a 1902. El 1889 va trobar-se amb el jove Paul Gilson, que va esdevenir el seu amic i professor d'orquestració.
Va ser organista a les esglésies de Merchtem i d'Èlsene, professor d'harmonia al conservatori d'Anvers i de Brussel·les, així que director del conservatori de Mechelen (1921-1930)
El seu estil va ser molt influenciat pels compositors russos Mili Balàkirev (1837-1910), Nikolai Rimski-Kórsakov (1844-1908), Aleksandr Borodín (1833-1887), Modest Mússorgski (1839-1881) i César Cui (1835-1918). Va introduir l'impressionisme musical a Bèlgica.
Merchtem, el seu poble nadal li va dedicar un carrer August De Boeckstraat.

## Obra

### Obres orquestrals
- 1893 Rhapsodie dahomeyana
- 1895 Simfonia en sol
- 1923 Fantasia sobre dues cançons flamenques
- 1926 Fantasia per oboè i orquestra
- 1929 Concert per a violí i orquestra
- 1931 Nocturn
- 1932 Concert per a piano i orquestra
- 1936 Cantilena per violoncel i orquestra de cambra
- 1937 In schuur
- Cinderella, poema simfònic
- Elegia per orquestra d'instruments de cordes
- Gavota per orquestra d'instruments de cordes

### Òperes i teatre musical
- 1901 Théroigne de Méricourt, singspiel en dos actes - llibret de Léonce du Catillon, inspirada de la vida de Anne-Josèphe Théroigne de Méricourt, una de les primeres feministes
- 1903 Winternachtsdroom, Singspiel en un acte - llibret de Léonce du Catillon
- 1906 De Rijndwergen, Conte musical en tres actes - llibret de Pol de Mont
- 1909 Reinaert de Vos, opéra en tres actes - llibret de Raf Verhulst
- 1918 Papa Poliet, opereta - llibret de Jan Vanderlee
- 1921 La Route d'Emeraude, òpera lírica en quatre actes - llibret de Max Hautier segons la novel·la homònima d'Eugène Demolder
- 1929 Totole, opereta - llibret d'A. V. Lions

### Cançons
Va escriure 54 cançons amb lletra neerlandesa, 45 amb lletra francesa i 57 cançons per infants

### Música religiosa
- Tres misses, per tres veus i orgue
- 17 cançons espirituals
- Tres peces per orgue

1. Preludi
2. Andante
3. Allegretto
- Allegro con Fuoco, per orgue
- Marxa nupcial, per orgue

### Altres obres
A més va escriure tres ballets, unes 50 peces per xaranga, La Chevalière d'Eon una peça de música per teatre inspirada de l'obra homònima de l'escriptor Georges Eekhoud, obres de música de cambra per a piano sol o per piano i violoncel.